# Barbara Kostrzewska
Barbara Kostrzewska z domu Trznadel (ur. 21 października 1915 w Jodłowej, zm. 14 listopada 1986 w Warszawie) – polska śpiewaczka (sopran liryczno-koloraturowy), reżyser, dyrektor i kierownik artystyczny teatru. 

## Życiorys
Córka Mariana. Ukończyła gimnazjum w Krakowie, następnie seminarium nauczycielskie i rozpoczęła studia w Konserwatorium Muzycznym w Krakowie, po jego ukończeniu otrzymała tytuł nauczyciela muzyki i śpiewu dla szkół średnich. Wyszła za mąż za adwokata Stanisława Kostrzewskiego, syna burmistrza Przemyśla Józefa. Zamieszkała w Przemyślu, występowała na scenie Teatru Fredreum. Równocześnie pracowała w seminarium nauczycielskim oraz jeździła na lekcje śpiewu do Lwowa u Augusta Dianniego. Pierwszy występ miał miejsce we Lwowie i był transmitowany przez lokalną rozgłośnię radiową. Wkrótce wystąpiła podczas lwowskich Targów Wschodnich. Następnie pojechała do Warszawy na organizowane przesłuchania wstępne do Teatru Wielkiego, otrzymała angaż z rąk ówczesnego dyrektora Adama Dołżyckiego.
Debiutowała w 1937 w warszawskim Teatrze Wielkim, śpiewając partie Micaeli w Carmen i Małgorzaty w Fauście. W filmie miała zadebiutować w anonsowanej w sierpniu 1939 do realizacji produkcji Kwiaciarka w reżyserii Konrada Toma. W Teatrze Wielkim w Warszawie w r. 1938, 14 lutego miała „Wielki koncert rozrywkowy“ z pianistą Janem Bereżyńskim, transmitowany przez Polskie Radio. 
W czasie wojny występowała w repertuarze operetkowym i rewiowym w jawnych teatrach Warszawy i Krakowa, równocześnie należała do Armii Krajowej (ps. „Maria”), gdzie była łączniczką i sanitariuszką. Uczestniczyła w powstaniu warszawskim. 
Po wojnie była solistką Opery Śląskiej w Bytomiu (1946–1949), Teatru Wielkiego im. Stanisława Moniuszki w Poznaniu (do 1954) i Opery Narodowej w Warszawie (do 1957). Zagrała rolę Pauliny Rivoli w filmie Warszawska premiera (1951). Następnie była kierownikiem artystycznym i solistką Teatru Muzycznego Spółdzielczego w Warszawie (do 1959), Teatru Muzycznego w Lublinie (do 1966), gdzie występowała także jako solistka i dyrektorem Operetki Dolnośląskiej we Wrocławiu (do 1979).
Po przejściu na emeryturę wróciła do Warszawy, jednak nadal poświęcała się pracy zawodowej. W ostatnich lata życia zajmowała się reżyserowaniem oraz pracą pedagogiczną. Była jedną z ostatnich primadonn w starym stylu.
Pochowana na cmentarzu Powązkowskim (kwatera 154c-4-7).

## Spektakle teatralne (wybór)
- Manewry jesienne
- 1937 – Carmen (Opera Warszawska)
- 1937 – Faust (Opera Warszawska)
- 1937 – Słońce Meksyku (Teatr Wielki w Warszawie)
- 1937 – Ptasznik z Tyrolu
- 1938 – Książę Szirasu (Teatr Malickiej)
- 1939 – Dziewczę z Holandii (Teatr Wielki w Warszawie)

## Ordery i odznaczenia
- Krzyż Oficerski Orderu Odrodzenia Polski
- Krzyż Kawalerski Orderu Odrodzenia Polski (31 stycznia 1953)[9]